# MAGIC (AAAの曲)
『MAGIC』（マジック）は、AAAの53枚目のシングル。2017年2月8日にavex traxから発売された。

## 概要
- 前作『涙のない世界』から約4か月での発売となる。
- カップリング曲にライブ音源が収録されるのは12枚目のシングル『Black&White』以来約10年ぶりである。
- ジャケットA、Bの2形態で発売。全形態にスマプラが付く。
- 2017年3月末で伊藤千晃が卒業・脱退したため、実質上7人体制でのシングルは本作が最後となる。

## 収録内容

### 初回限定盤
CD
1. MAGIC  [3:52]
（作詞：Mio Aoyama / Rap詞：Mitsuhiro Hidaka / 作曲：ArmySlick、Lauren Kaori / 編曲：ArmySlick）
テレビ朝日系 金曜ナイトドラマ『奪い愛、冬』主題歌[2]
2017年2月10日放送のテレビ朝日系『ミュージックステーション』の2時間スペシャルに出演し、MAGICを歌唱。卒業を発表していた伊藤は出演を見送り、6人で披露された[3]。
2. MAGIC (Instrumental) [3:54]
3. ハリケーン・リリ、ボストン・マリ -TOKYO DOME ver.-  [5:16]
（作詞・作曲：真島昌利 / 編曲：家原正樹）

DVD
1. MAGIC (Music Clip)
2. MAGIC (Music Clip Making)

### 通常盤
1. MAGIC
2. MAGIC (Instrumental)
3. ハリケーン・リリ、ボストン・マリ -TOKYO DOME ver.-